# Musée Bob-Marley
Pour les articles homonymes, voir Musée (homonymie) et Bob Marley (homonymie).
Le musée Bob-Marley ou Island House (Bob Marley museum, en anglais) de Kingston, capitale de la Jamaïque, est la maison du XIXe siècle de style colonial, de la légende rasta internationale du reggae Bob Marley (1945-1981). Cette résidence principale jamaïcaine, et studio d'enregistrement mythique Tuff Gong Studio, du label musical Tuff Gong, où il vit de 1970 à sa disparition en 1981, est un musée consacré à l'artiste depuis 1985, et siège de sa Fondation Bob Marley.

## Historique
Après être né le 6 février 1945 dans la plantation familiale-maison natale de Bob Marley de Nine Miles, il vient s’installer à l'age de 12 ans avec sa mère Mama Marley, dans un bidonville de Trenchtown de Kingston, capitale de la Jamaïque (à 90 km au sud-est de Nine Miles). Veuve de Norval Marley en 1955, elle épouse Taddeus Livingston de Nine Miles (père de Bunny Wailer, ami d'enfance de Bob Marley, puis demi frère, avec qui il forme son groupe The Wailers avec Peter Tosh en 1963).

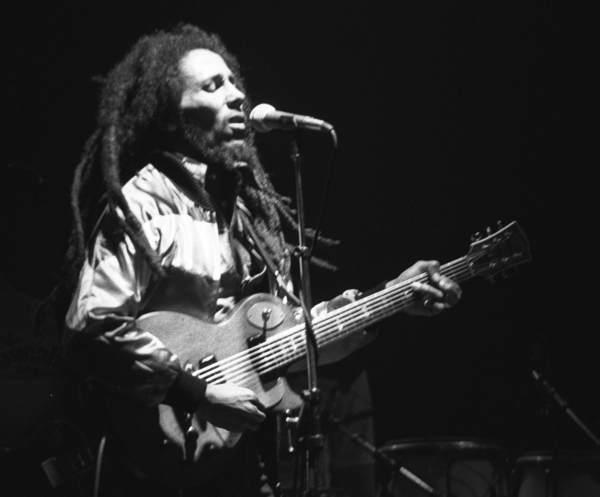
Bob Marley en 1980
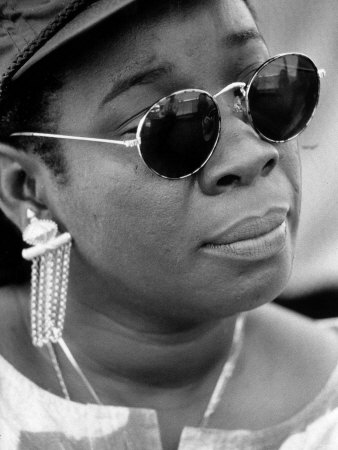
Rita Marley, son épouse
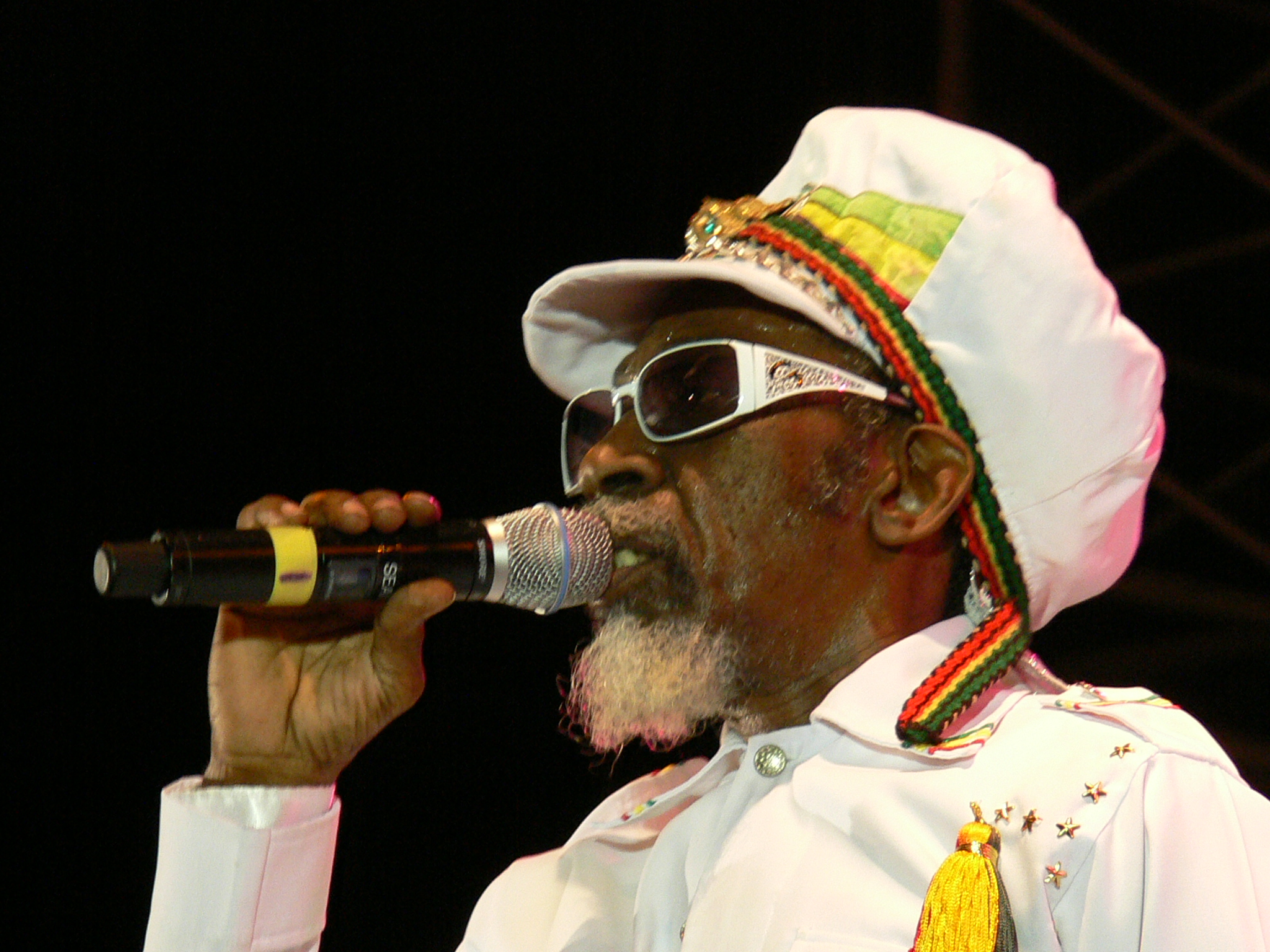
Bunny Wailer, son demi frère en 2008

En 1970 Bob Marley et The Wailers fondent leur propre label musical Tuff Gong, et leur studio d'enregistrement Tuff Gong Studio dans cette maison en bois de deux étages du XIXe siècle de style colonial, du 56 Hope Road, dans les beaux quartiers de Kingston. Ils connaissent dans les années 1970, le succès local, puis international avec le temps, et Bob Marley achète les lieux en 1975 à titre de résidence principale jamaïcaine, ou il réside avec son épouse Rita Marley (du groupe I Threes) jusqu’à sa disparition en 1981 à l'age de 36 ans,. Il compose ici un nombre important des œuvres et principaux succès de son répertoire.
En 1976 il échappe dans cette maison à une fusillade par six hommes armés, alors qu'il répète avec son groupe The Wailers. Une balle lui érafle la poitrine et le touche au bras gauche. Une autre balle blesse Rita à la tête, et son manager américain Don Taylor est gravement blessé par cinq balles.

## Musée Bob Marley

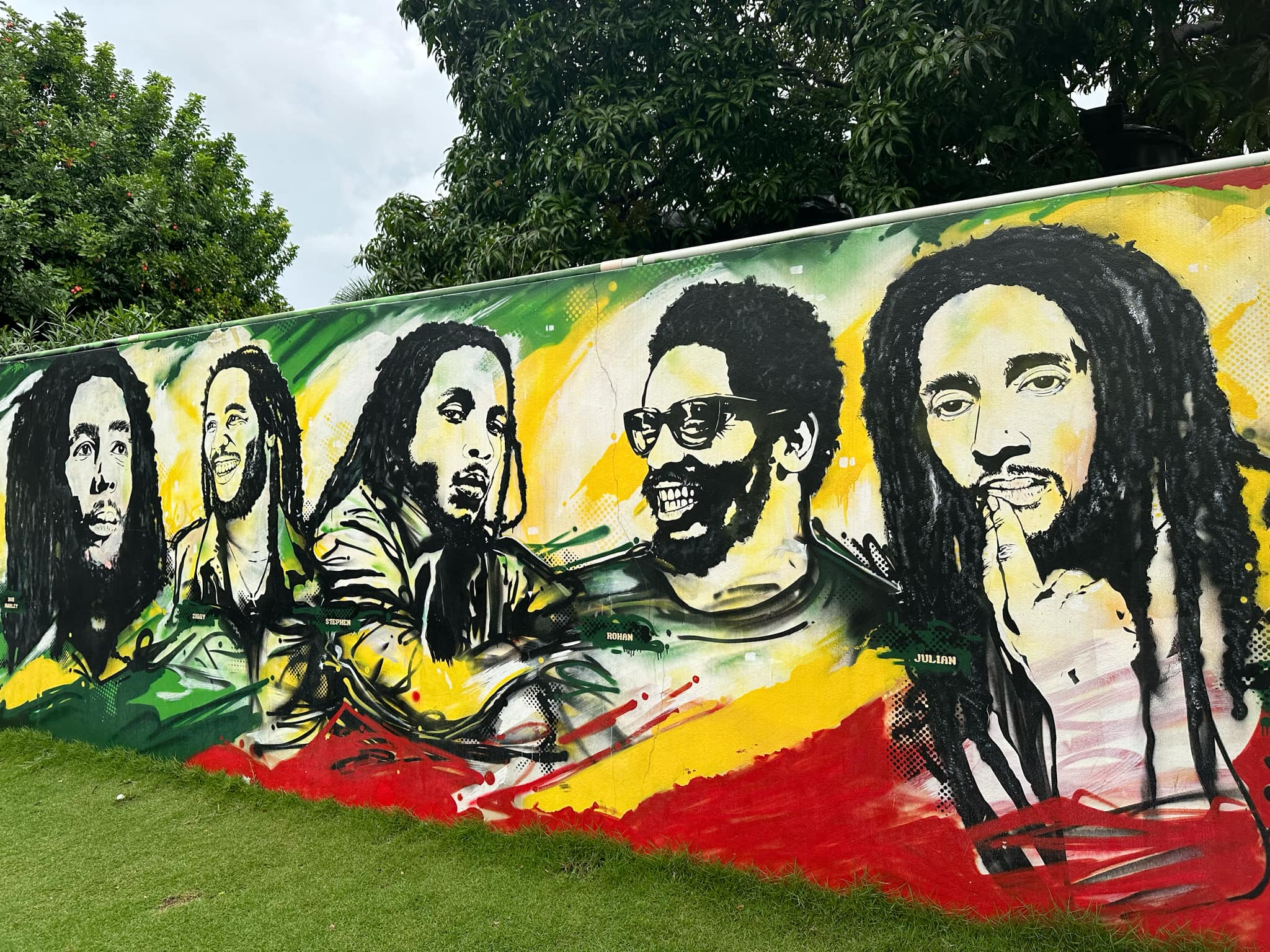
Famille Marley dessiné sur un mur au musée Bob Marley

Le musée est fondé en 1985, 4 ans après sa disparition, par son épouse Rita Marley et ses héritiers, avec décor, meubles, et nombreux souvenirs d'époque de sa vie et de sa carrière, nombreuses fresques, guitares, documents, photos, coupures de presse, films documentaires, disques d'or et de platine de tous les pays du monde, multiples récompenses (dont l'ordre du Mérite jamaïcain décerné par le gouvernement jamaïcain), impacts de balle dans le mur de sa tentative d’assassinat, costume de scène, ses pulls rastafari, son jardin (avec son Land Rover), boutique de souvenir, et cafétéria « Legend Café » (avec repas du régime alimentaire Ital rasta) ...

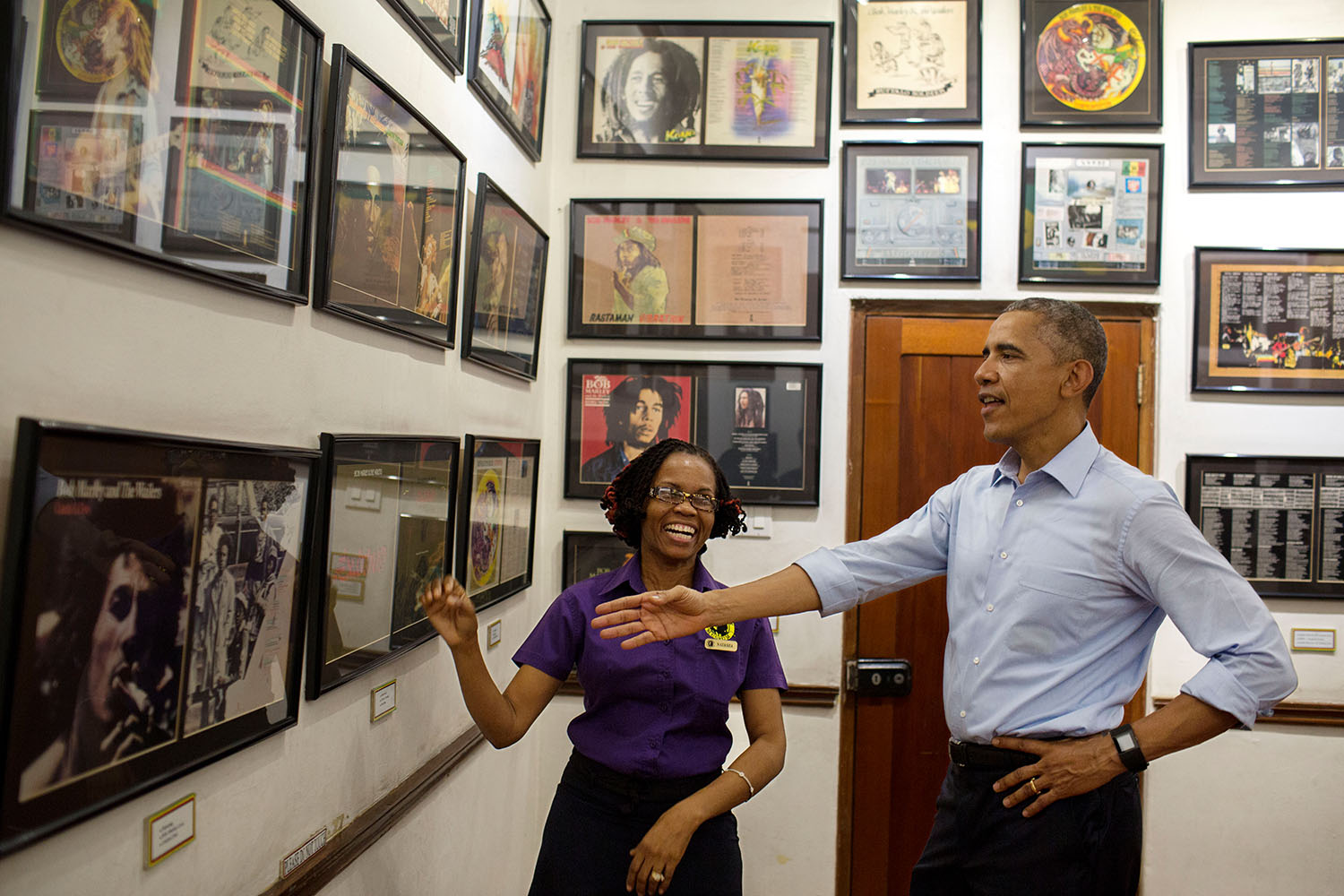
Le président des États-Unis Barack Obama
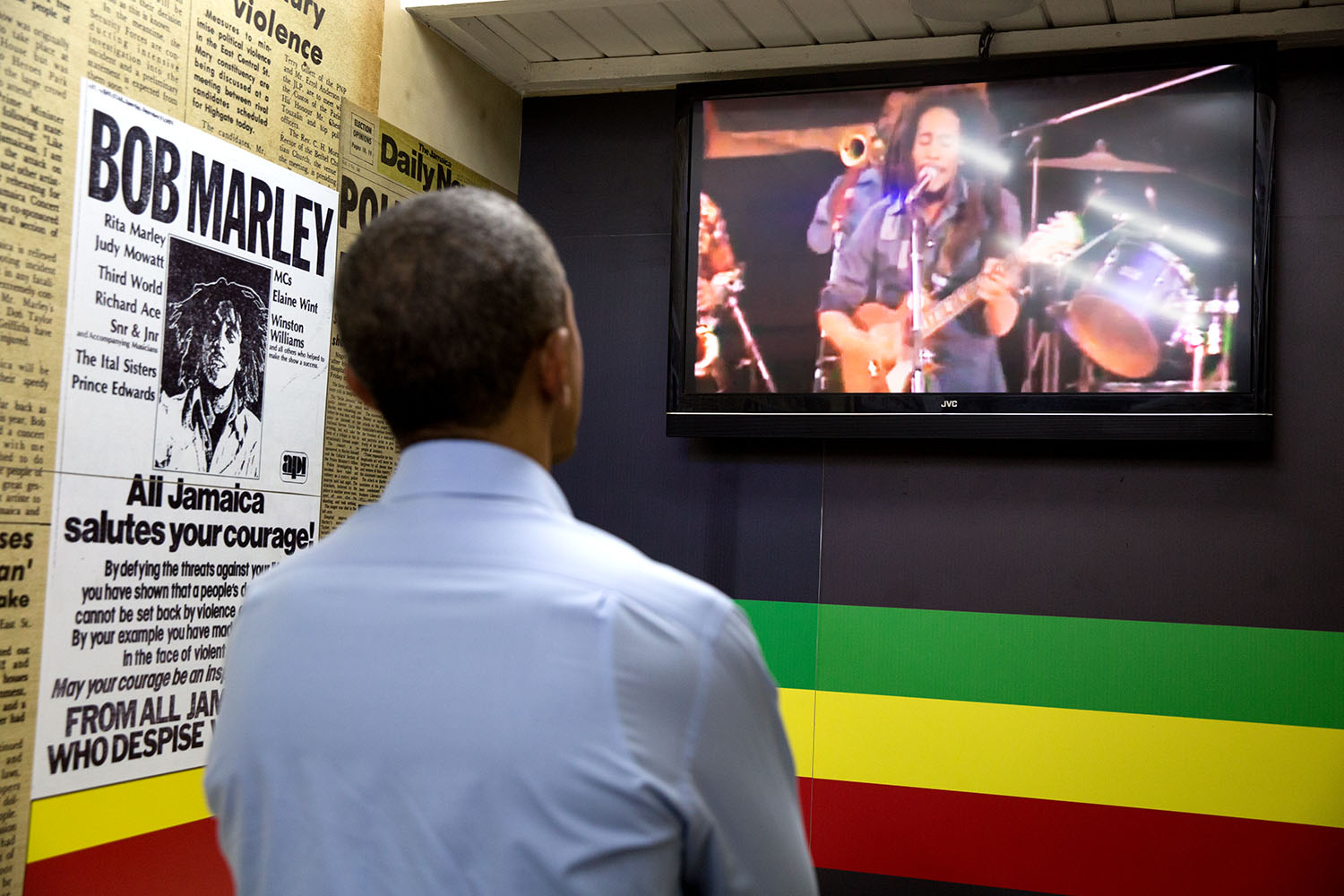
au musée Bob Marley de Kingston en 2015
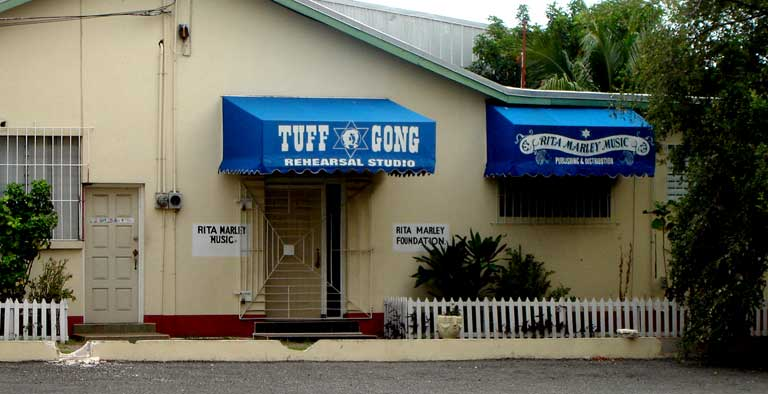
Studio d'enregistrement Tuff Gong Studio, et label musical Tuff Gong

Le musée est à ce jour le siège de la Fondation Bob Marley, qui met en œuvre des projets d'intervention sociale par le biais de l'éducation, de la culture, de l'environnement, et du développement de communautés durables, en appliquant les valeurs fondamentales de la star rasta internationale du reggae.

## Autre musée
- mmaison natale et mausolée de Bob Marley de Nine Miles.